# Reformierte Kirche (Bunde)

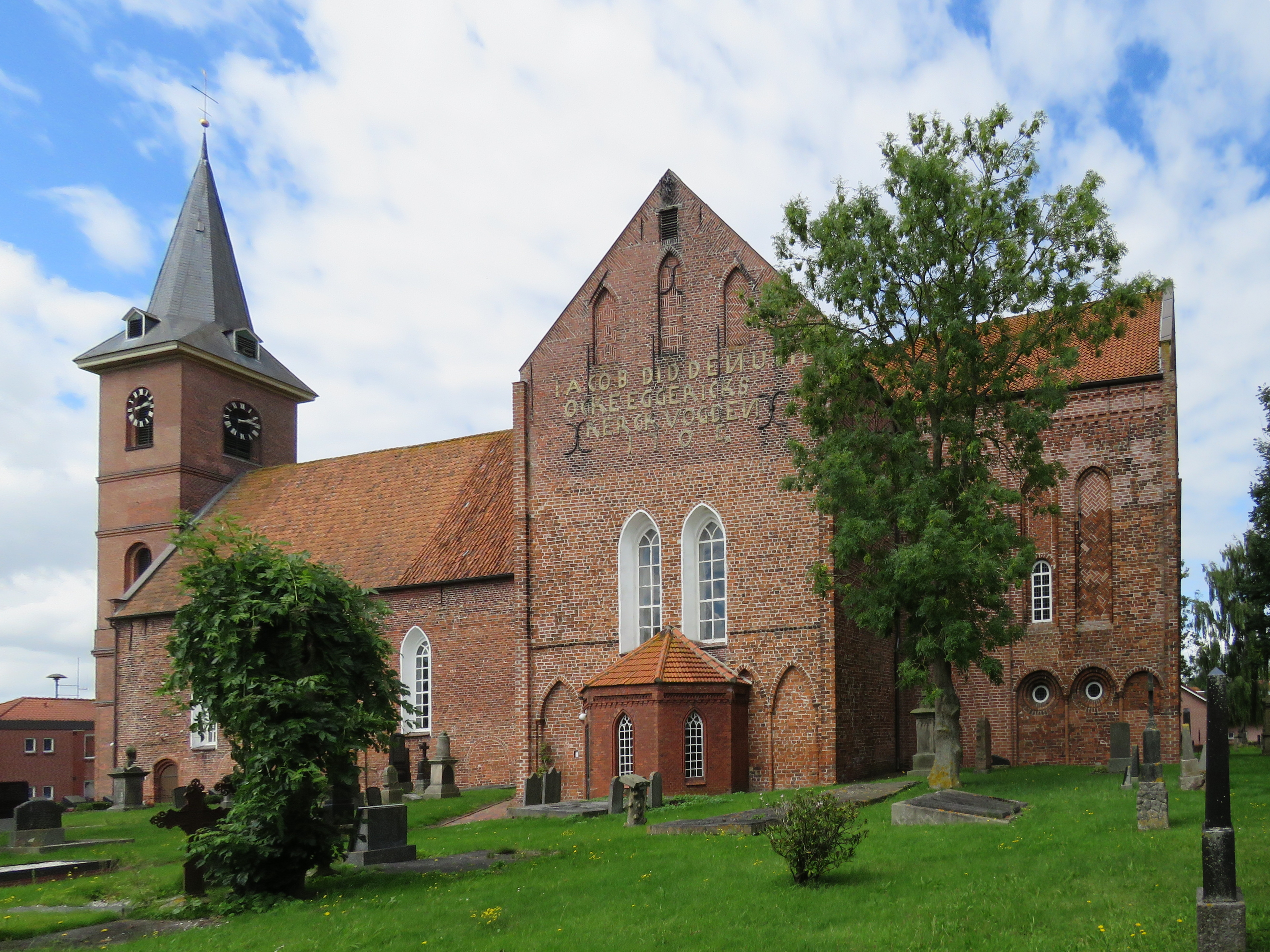
Südseite der Reformierten Kirche

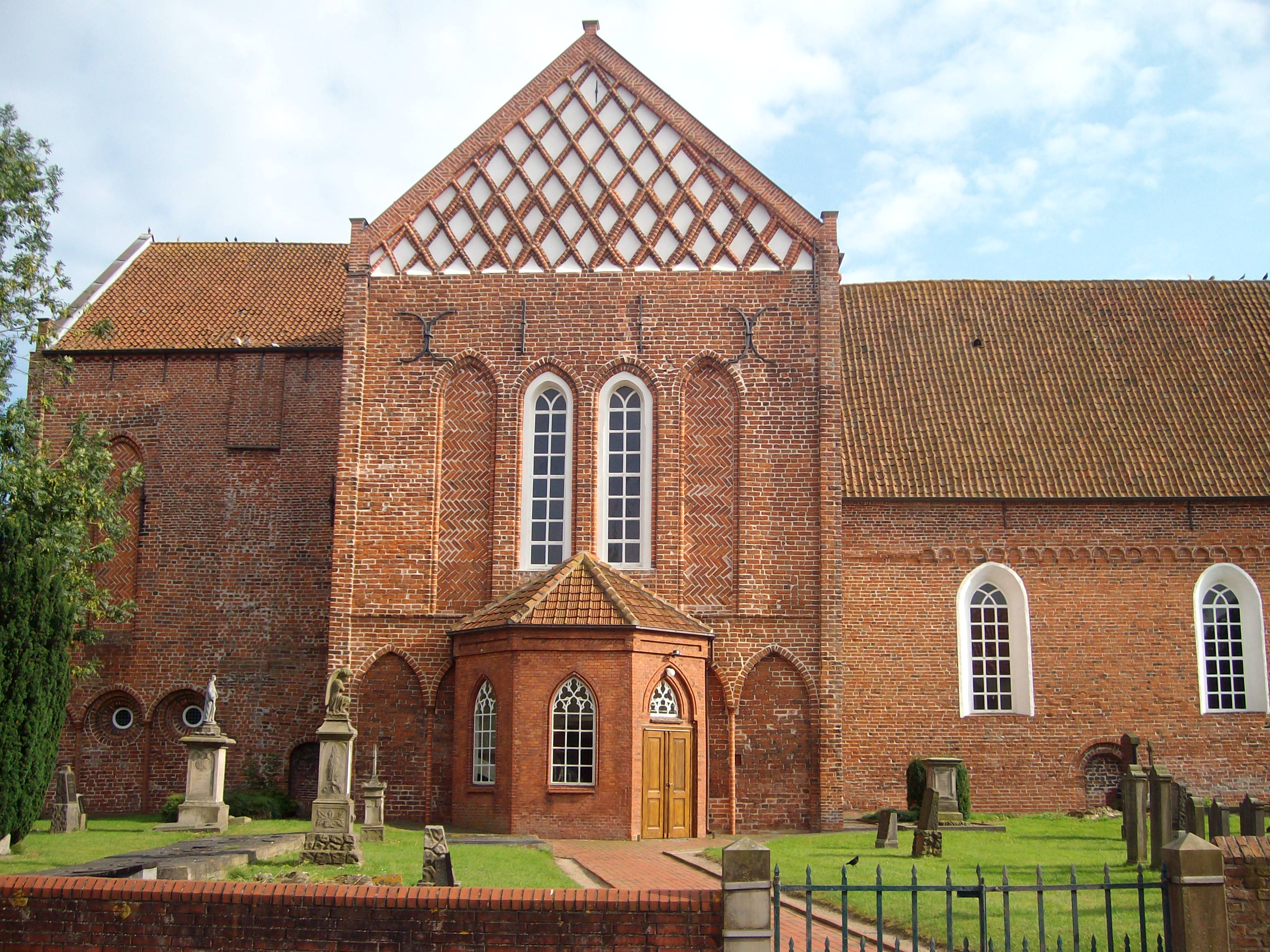
Nordansicht

Die Evangelisch-reformierte Kirche in Bunde in Ostfriesland ist eine Kreuzkirche aus dem 13. Jahrhundert. Die Backsteinkirche besteht aus drei Baukörpern, einem romanischen Langhaus (um 1200), einem aufwändig gestalten Ostteil (um 1270) im romano-gotischen Stil und einem klassizistischen Westturm von 1840. Die architektonisch überregional bedeutende Kirche hat im Laufe der Jahrhunderte etliche Umbauten und Veränderungen erfahren.

## Geschichte
Die Kirche trug ursprünglich den Namen „St. Martin“, weil sie das Patrozinium des heiligen Martin trug. Wahrscheinlich stand vor dem romanischen Bau eine Holzkirche, möglicherweise bereits vor 1000 n. Chr. Im Querschiff fand man Reste eines Sandsteinsarges mit christlichen Symbolen und Ornamenten, der aus der Zeit vor der jetzigen Backsteinkirche datiert. Kirchlich war Bunde im Mittelalter der Propstei Hatzum im Bistum Münster zugeordnet.
Das heutige, ursprünglich flachgedeckte Langhaus wurde um 1200 errichtet und ist damit einer der ersten Backsteinbauten in Ostfriesland. Bereits um 1270/1280 wurde das Langhaus um das Querschiff und um den Chor zu einer mächtigen Kreuzkirche erweitert, die den Reichtum und das Selbstbewusstsein des Ortes widerspiegelt. Nach der Erweiterung durch den Ostteil wurden die meisten Rundbogen-Portale im Langschiff zugemauert und die kleineren romanischen Fenster durch größere gotische ersetzt. Der ursprüngliche Westturm ist nicht erhalten und soll nach der Chronik des Eggerik Beninga bereits 1246 während oder kurz nach der Errichtung einem Orkan zum Opfer gefallen sein („Op ditmael is daer dorch de groote torn tho Bunde nedergevallen“). Der Unterbau blieb bis ins 19. Jahrhundert stehen und diente als Glockenturm. Zusätzlich wurden wahrscheinlich bereits im 13. Jahrhundert Chorflankentürme errichtet, die um 1500 abgebrochen wurden oder im Jahr 1501 feindlichen Groningern zum Opfer fielen, die nach Beninga den Ort mitsamt der Kirche plünderten und niederbrannten („und de kercke mit den Dorpe upgebrant“).
Im Zuge der Reformation wechselte die Kirchengemeinde um das Jahr 1528 zum evangelischen Bekenntnis. Folcardus und Johann van Hoorn waren die ersten reformierten Pastoren in Bunde. Die nördliche Empore wurde 1651 eingebaut. 1696 wurde nach einem Brand der Chorgiebel abgetragen und neu aufgeführt, wie die Jahreszahl in der Giebelspitze bezeugt. Eine Abflachung des Daches im Ostteil erfolgte im Jahr 1705, nachdem die Gewölbe im Querhaus und Chor entfernt wurden oder eingestürzt waren. Stattdessen versah man alle Decken mit einem flachen hölzernen Tonnengewölbe. Bis dahin hatte das Langschiff eine Holzbalkendecke. Die Inschrift am Südgiebel aus gelben Steinen nennt die Jahreszahl 1705 und die Namen der damaligen Kirchenvögte, Jacob Didden und Ocke Eggericks, die sich auf diese ungewöhnliche Weise verewigten. Der heutige Westturm wurde 1840 von Marten Bruns Schmidt (Ditzum) gebaut. Im Jahr 1896 erhielten die Eingänge des Querschiffs Windportale im Stil der Neugotik.
Bei Renovierungsarbeiten 1958 wurden der untere Bereich des Chors mit seinen Nischen und Blendarkaden wieder freigelegt und die Okuli bleiverglast. Nach Abschlagen von Kalkschichten traten die alten Farben der Vierungspfeiler wieder zutage und wurden teilweise rekonstruiert. In den Jahren 1980/1981 wurden bei einer weiteren Sanierung zwei Sakramentsnischen und die Bündelpfeiler an der östlichen Chorseite freigelegt.

## Baubeschreibung

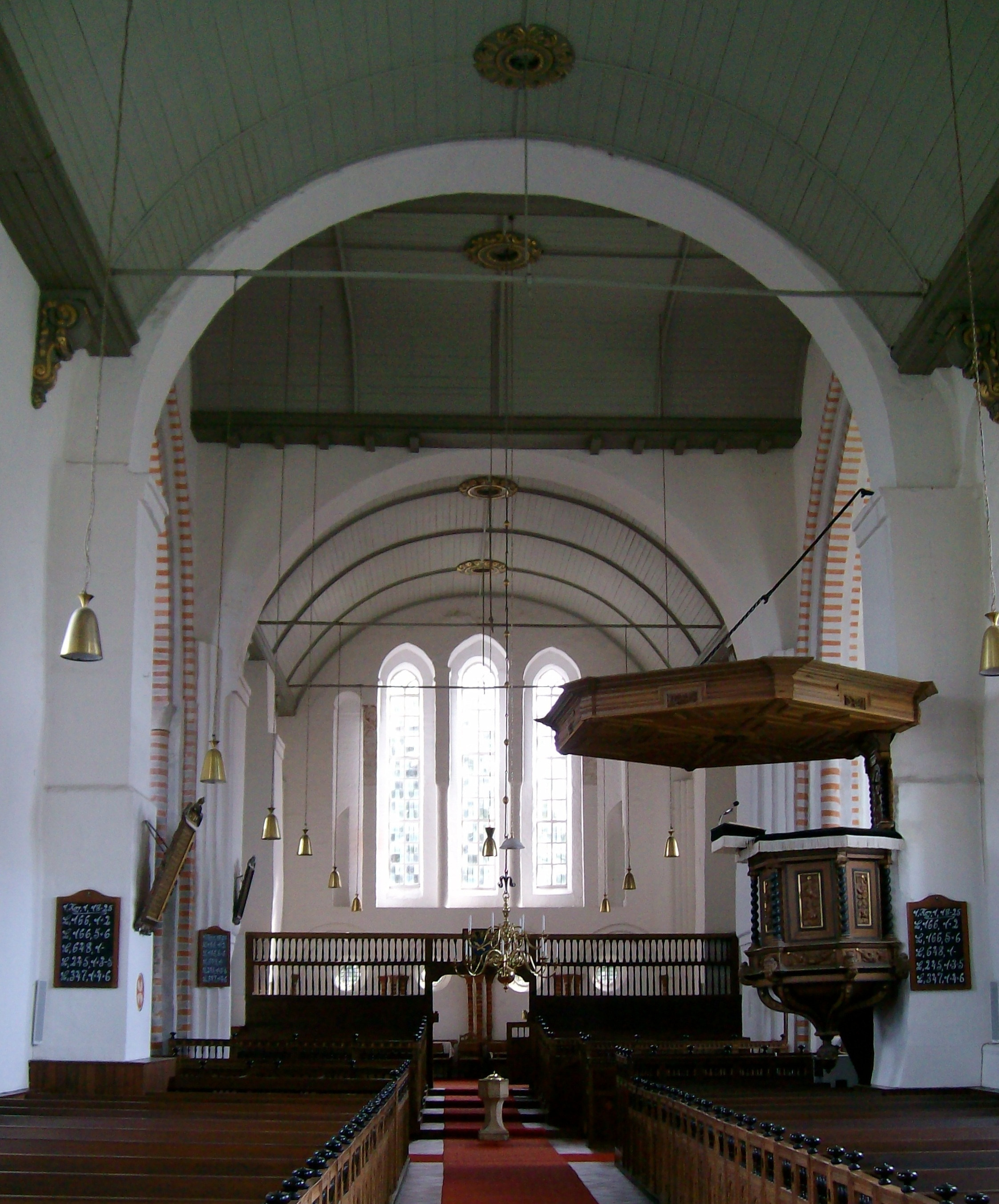
Kirchenschiff mit Blick nach Osten

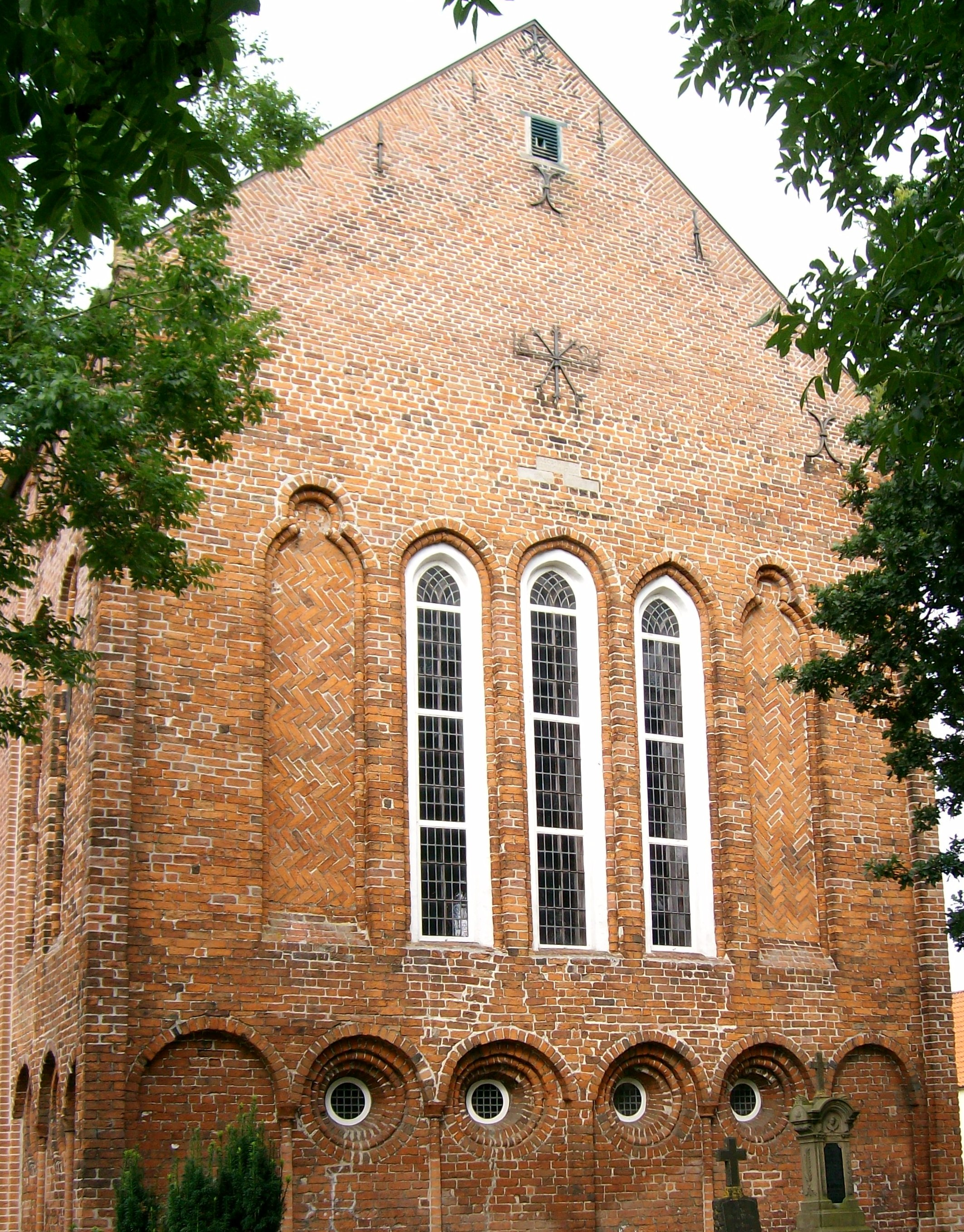
Östliche Chorwand

Die geostete Kirche auf kreuzförmigem Grundriss wurde auf dem Bunder Geestrücken aus rotem Backstein errichtet. Architektonisch findet sie Parallelen in den Kirchen zu Engerhafe und Marienhafe. Im Gegensatz zur ähnlich gebauten Stapelmoorer Kirche, die aus einem Guss gestaltet wurde und im Wesentlichen unverändert erhalten blieb, erfuhr die Bunder Kirche manche baulichen Veränderungen, von denen das uneinheitliche Mauerwerk Zeugnis ablegt. Bemerkenswert ist der große Friedhof, der mit einer Mauer umfriedet ist. Ursprünglich war der Friedhof noch größer als der heutige und hatte sieben Pforten. Ein kleiner Waldbestand soll als Versammlungs-, Zufluchts- und Gerichtsstätte gedient haben. Die jetzige Mauereinfriedung mit vier Eisenpforten stammt aus dem Jahr 1851 und wurde im 20. Jahrhundert teilweise erneuert.
Ältester Teil der heutigen Kirche ist das ungewölbte, einschiffige Langhaus aus der Zeit um 1200, das von einem steilen Satteldach bedeckt wird. Der Saalbau hatte zunächst einen anderen Ostabschluss, vermutlich eine Apsis. Die Mauern wurden im Zuge der Osterweiterung erhöht, später aber wieder erniedrigt; eine geplante Einwölbung kam nicht zur Ausführung. Nord- und Südseite wurden durch Lisenen über einem Sockel, der heute im Boden verborgen ist, in zwei Felder mit je zwei Fenstern und je einem Portal gegliedert und oben mit einem Rundbogenfries abgeschlossen, der nur noch an der Nordseite erhalten ist. Das Langschiff wird im Süden durch drei große und im Osten durch ein kleines flachspitzbogiges Fenster mit tiefen Laibungen belichtet. In der Nordseite wurden vier große Rundbogenfenster eingebrochen. Außer dem westlichen Rundbogenportal in der Südwand sind alle drei anderen Portale des Langhauses vermauert.
Der Ostteil weist Kennzeichen des Übergangsstils der Romano-Gotik auf und ist aufwändiger gestaltet. Ursprünglich war er ganz überwölbt und deutlich höher als das Hauptschiff gebaut. Ein Backstein mit Wandmalerei aus dem Gewölbe, der bei einer Renovierung im Bauschutt unter dem Chor entdeckt wurde, zeigt das Fragment eines Engels im romanischen Stil. Bei Grabungen im Jahr 1986 wurden in 0,50 Meter Tiefe die Fundamente der vermuteten Chorflankentürme entdeckt. Auch sind im schmucklosen Mauerwerk zwischen Chor und Seitenschiffen noch die Ansätze erkennbar, sodass die Breite dieser Türme ermittelt werden kann. In den Erdgeschossen waren Seitenaltäre aufgestellt. Durch das Anfang des 18. Jahrhunderts abgeflachte Satteldach des Ostteils wurde eine Angleichung der Dachfirste erreicht.
Die Außenmauern des quadratischen Chors sind in eine untere und eine obere Zone aufgeteilt: Er ist im unteren Bereich durchgehend mit Rundbogen-Arkaden verziert, die an die Portale des Langhauses anschließen. Sie sind als gestufte Blendbögen mit Kapitellen auf Rundstäben gestaltet, die in der Mitte mit Okuli versehen sind (vier in der Ostwand, je zwei seitlich). Darüber findet sich in der Ostwand ein Drillings-Spitzbogenfenster, das von zwei Blendfenstern mit Kleeblattbogen und Schachbrett- und Fischgrätmuster flankiert wird. An die nördliche und südliche Chormauer sind Blendfenster mit Rundbögen angebracht. In das westliche Blendfenster an der Südseite wurde später ein kleines Fenster eingebrochen. An der Südwand des Chores sind noch Reste des ursprünglichen Rundbogenfrieses erhalten.
Der südliche und der nördliche Giebel des Querhauses haben je zwei gotische Fenster, die auf der Nordseite von zwei Fischgrät-Blendfenstern gerahmt werden. Im unteren Bereich finden sich Spitzbogenblenden. Die architektonisch unpassenden neugotischen, fünfseitigen Vorbauten an beiden Seiten dienen als Windfang für die Eingänge. Nur beim nördlichen Giebel ist noch das originale Rautenmuster aus Backsteinstäben erhalten, das vermutlich auch die anderen Giebel verziert hat. Die Rauten treten durch den weißen Hintergrund deutlich hervor, vergleichbar der Pilsumer Kreuzkirche. Die ursprünglich steileren Giebel sind bei den Umbaumaßnahmen abgeflacht worden, worauf das zerschnittene Muster hinweist. Ein Rundbogen in der Mitte der Ostwand des Südflügels weist auf eine Seitenapsis im Obergeschoss des ehemaligen Chorflankenturms. Große Rundbögen mit vorkragenden Kämpfern öffnen die Vierung zum Chor und zum Langhaus. Die großen Bögen zum Querhaus sind hingegen flachspitzbogig und haben Stufenpfeiler mit halbrunden Vorlagen, die oberhalb der Kelchblockkapitelle eckig gestaltet sind.
Der Westturm auf quadratischem Grundriss in Stil des Klassizismus mag sich architektonisch nicht zur übrigen Anlage fügen. Profilierte Gesimse gliedern den Turm in unterschiedlich hohe Geschosse. Die Turmhalle wird durch ein rechteckiges Westportal erschlossen, das eine abgestufte hölzerne Umrahmung mit schmalem Vordach hat, über dem eine Bauinschrift eingelassen ist. Darüber sind an den drei freien Seiten Lünettenfenster eingelassen, im mittleren und im oberen Geschoss Rundbogenöffnungen. In den Öffnungen des Obergeschosses sind die vergoldeten Zifferblätter der Turmuhr angebracht. Der oktogonale Spitzhelm, der von vier Gauben mit Giebeln besetzt ist, wird von einem vergoldeten Turmknauf, einem schlichten Kreuz und Wetterhahn bekrönt. Die Glockenstube beherbergt ein Dreiergeläut. Die älteste der drei Glocken geht auf das Jahr 1753 zurück, die große Glocke wurde 1814 in Bunde von Andries van Bergen aus Midwolda und Laurens Fremy aus Burhave umgegossen. Eine im Ersten Weltkrieg abgelieferte Glocke entging dem Einschmelzen und wurde nach dem Krieg wieder aus Leer abgeholt. Die beiden großen Glocken wurden 1942 für die Rüstungsindustrie beschlagnahmt. Eine Glocke blieb erhalten und gelangte von einem Hamburger Glockenfriedhof zurück nach Bunde. Dort wurde sie umgeschmolzen, da sie zwischenzeitlich gesprungen war. Die andere ging verloren und wurde 1951 durch eine Stahlglocke der Glockengießerei Bockenem ersetzt.

## Ausstattung

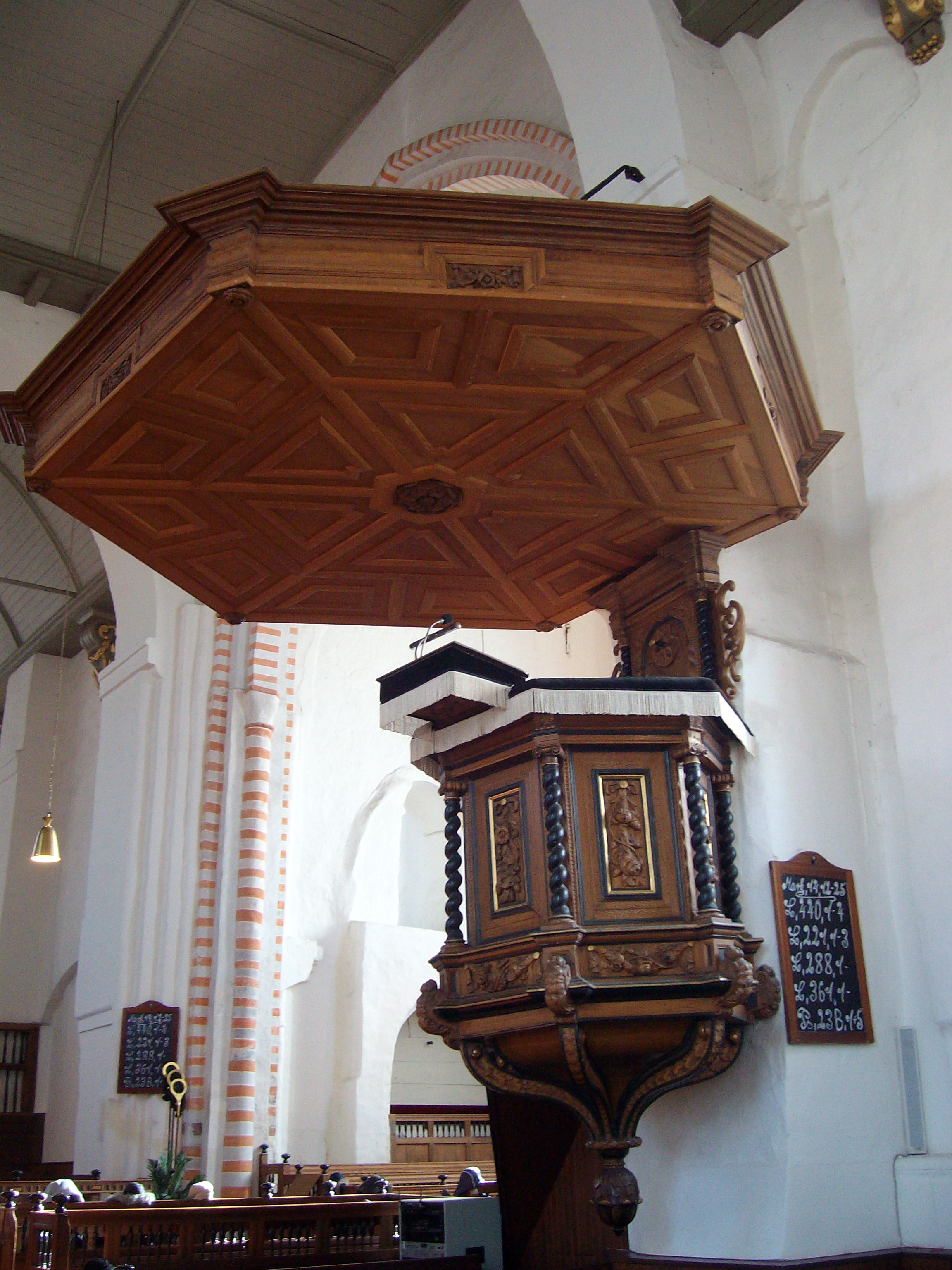
Barockkanzel

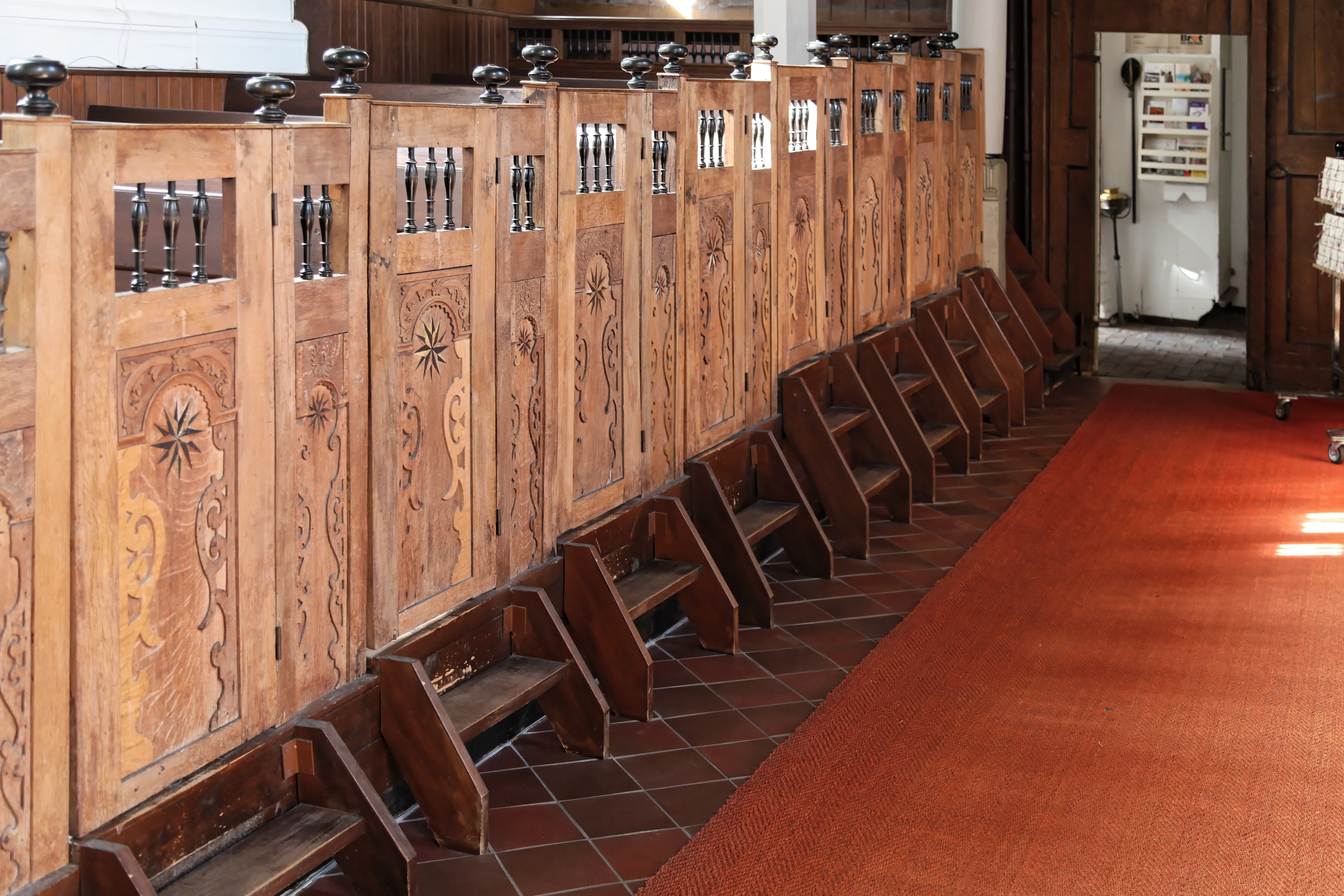
Eichengestühl mit Intarsien

Der Innenraum wird von einem Holztonnengewölbe überspannt, das auf Konsolen mit vergoldeten Verzierungen ruht. Die geschwungene Westempore wird an der Unterseite mit durchbrochenem, vergoldeten Rankenwerk verziert und vorne von zwei oktogonalen und hinten von zwei bauchigen Rundsäulen getragen. Im Nordflügel ruht die Empore mit kassettierter Brüstung auf zwei Holzpfosten mit hohen quadratischen Basen. Sie weist unten rankenförmiges Schnitzwerk auf.
Bei Renovierungsarbeiten im 19. Jahrhundert wurde in der Fensterhöhe des Ostteils ein Laufgang in der zweischaligen Mauer freigelegt, der durch den ganzen Chor führt und teilweise erhalten ist. Die Funktion ist noch ungeklärt; möglicherweise diente er als Fluchtweg. Die ursprünglichen Chorflankentürme, die durch den Mauergang verbunden waren, ermöglichten die Treppenaufgänge. Die Laufgangarchitektur entstand im 11. Jahrhundert in der Normandie und gelangte über das Rheinland und Westfalen nach Ostfriesland (Engerhafe, Marienhafe). Im Chor sind zwei schlichte Sakramentsnischen und mehrere Weihekreuze erhalten. Die Wandbemalung ist aufgrund des späteren Überputzes nur zum Teil sichtbar. Zu den sakralen Geräten gehören ein Becher aus dem Jahr 1686 und verschiedene Brotteller aus der ersten Hälfte des 19. Jahrhunderts.
Der kleine Taufstein aus hellem Sandstein, der in der Vierung aufgestellt ist, wurde im Jahr 1651 geschaffen. Ein oktogonaler Pokal ruht auf einem viereckigen Fuß und trägt eine Messingschale mit Deckel. In der Ostwand des Südflügels ist ein ziborienförmiger Überbau des Seitenaltars aus Stein unregelmäßig ausgehauen. Die rundbogige Decke mit Fase und Hohlkehle ist mit spätgotischem, floralem Rankenwerk bemalt, das in der Zeit um 1500 entstand. Der hölzerne Lettner mit einer Uhr im Chor datiert von 1751 und trennt den Abendmahlsraum ab.
Die Barockkanzel am südwestlichen Vierungspfeiler wurde um 1720 möglicherweise von Meister Albert Frerichs gefertigt. Sie besteht aus einem sechsseitigen Kanzelkorb, einem sechseckigen übergroßen Schalldeckel und einem Kanzelaufgang. Die Kanzelfelder haben profilierte Füllungen mit Blumenranken. Aus dem ähnlich verzierten Fries an der Unterseite gehen Konsolen hervor, auf denen gedrehte Freisäulen mit ionischen Kapitellen stehen. Das Gestühl aus Eichenholz stammt ebenfalls aus dieser Zeit. Es steigt am West- und Ostende langsam an und kann dort durch kleine Treppchen bestiegen werden. Die Türen mit Traljengitter haben aufwändig gestaltete Intarsien aus sechzehnzackigen Sternen, die von flachgeschnitztem Rankenwerk umrahmt werden. Auf den Zwischenwänden sind große gedrechselte Holzknäufe angebracht. Aus der Werkstatt des Orgelbauers Hinrich Just Müller stammen die beiden Kronleuchter im Kirchenschiff.

## Orgel

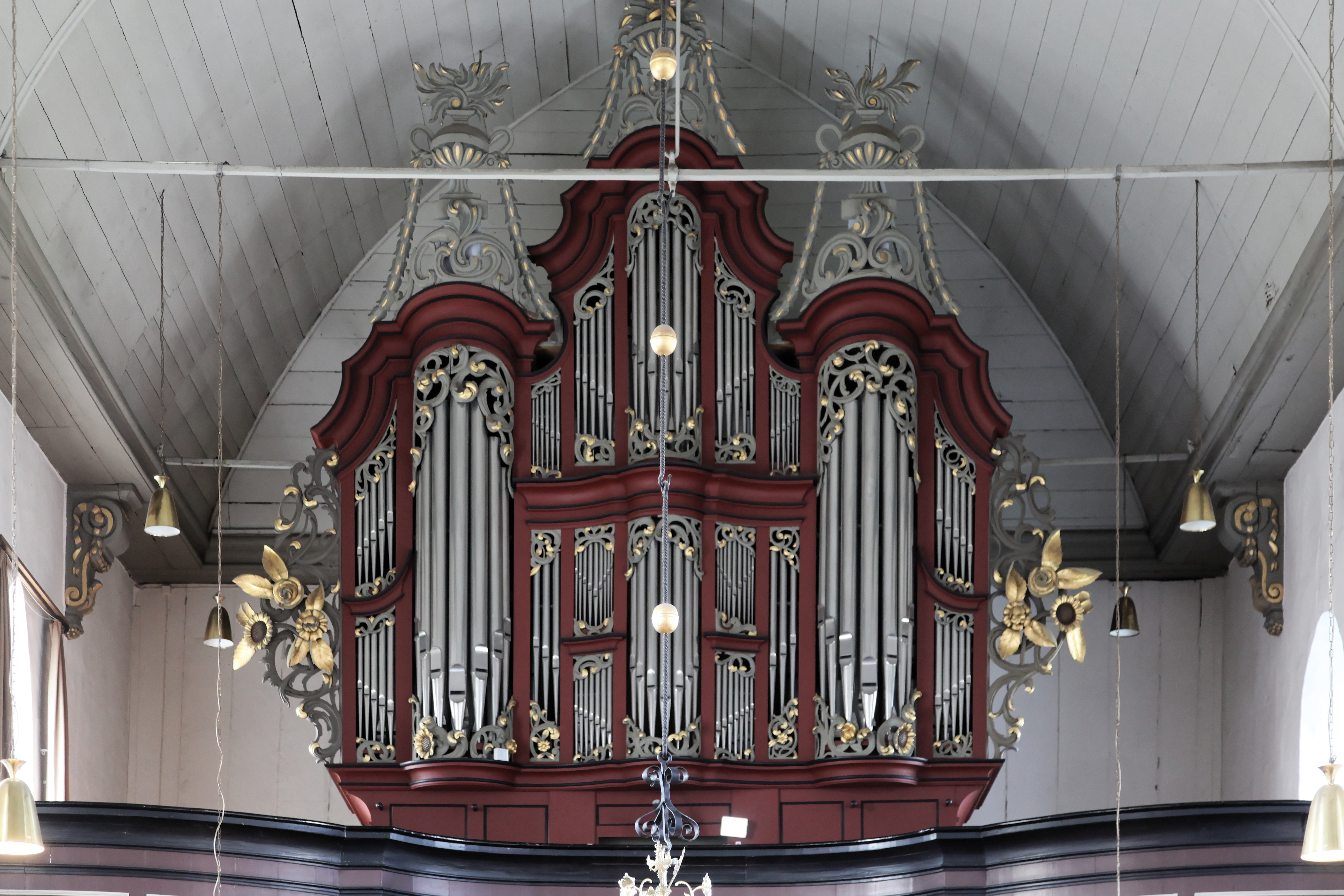
Historischer Orgelprospekt

Die Westempore war bereits im 16. Jahrhundert Aufstellungsort einer Orgel. Reparaturen sind für die Jahre 1581, 1589, 1590 und 1601 nachgewiesen. Das Instrument wurde 1623 im Dreißigjährigen Krieg durch Mansfelder Truppen beschädigt. Die Gemeinde beauftragte Edo Evers 1625 mit einer Reparatur für 115 Gulden, die 1626 abgenommen wurde. Valentin Ulrich Grotian baute 1691/1692 eine neue Orgel, deren 17 Register sich auf ein Hauptwerk und Brustwerk verteilten. Johann Friedrich Constabel führte 1745 eine Reparatur durch. Von der historischen Orgel, für die Hinrich Just Müller 1790 beauftragt wurde und die er 1793 für 1700 Reichstaler fertigstellte, ist ebenfalls nur noch der zweigeschossige, neunachsige Prospekt erhalten. Die Müller-Orgel verfügte über 22 Register auf zwei Manualen. Das Pedal war angehängt. Die alte Orgel wurde für 100 Reichstaler Müller überlassen, der sie an die St.-Petri-Kirche in Aurich-Oldendorf verkaufte und dort aufgestellte. Dort ist der Prospekt noch erhalten. Gerd Sieben Janssen reparierte die Bunder Orgel im Jahr 1872. Johann Diepenbrock erweiterte das Instrument um ein selbstständiges Pedal mit drei Registern auf Kegelladen. Friedrich Klassmeier baute 1926 eine neue Orgel mit 27 Registern hinter dem alten Prospekt. Das komplette Innenwerk der Orgel wurde 1965 von Karl Schuke (Berlin) erneuert und weist folgende Disposition mit 23 Registern auf:
| I Hauptwerk C–g3 |     |
| Praestant        | 8′  |
| Koppelflöte      | 8′  |
| Oktave           | 4′  |
| Pommer           | 4′  |
| Oktave           | 2′  |
| Mixtur V–VI      |     |
| Dulcian          | 16′ |
| Trompete         | 8′  |

| II Oberwerk C–g3 |       |
| Praestant        | 4′    |
| Gedackt          | 8′    |
| Rohrflöte        | 4′    |
| Nachthorn        | 2′    |
| Quinte           | 1 ⁄3′ |
| Sesquialtera II  |       |
| Scharff IV       |       |
| Krummhorn        | 8′    |

| Pedal C–f1 |     |
| Subbaß     | 16′ |
| Oktave     | 8′  |
| Oktave     | 4′  |
| Mixtur V   |     |
| Posaune    | 16′ |
| Trompete   | 8′  |
| Trompete   | 4′  |

- Koppeln: II/I, I/P, II/P

## Trivia
- Der Filmemacher Hans-Erich Viet drehte in der Bunder Kirche die Chorszenen in Frankie, Jonny & die anderen.
- Einer Legende zufolge soll ein unterirdischer Gang das Steinhaus Bunderhee mit der reformierten Kirche verbunden haben. Ausgrabungen haben dies nicht bestätigt. Die älteste Grabplatte der Begräbnisstätte des Steinhauses in der Bunder Kirche ist immerhin auf das Jahr 1411 datiert.